# Ā
Ā (lille bogstav: ā) er et bogstav brugt i det latinske skriftsystem. Bogstavet består af et A med en macron. Ā bruges blandt andet på lettisk og polynesiske sprog. Endvidere bruges det også i forbindelse translitterationer af f.eks. japansk og kinesisk.

## Lettisk
På lettisk forekommer Ā som det andet bogstav, hvor det optræder mellem A og B. På lettisk betegner Ā, at vokalen er lang. Udtales [a:].

## Polynesiske sprog
På mange polynesiske sprog, f.eks. maori og hawaiiansk forbindes Ā med en lang vokal.

## Translitteration
I mange translitterationer optræder Ā som en lang vokal. Det kan blandt andet ses i translitterationer af japansk og kinesisk, men også i arabiske og indiske sprog.